# Rinchen Drag
Rinchen Drag (Kham, 1040-1111) fue un escritor tibetano y 2.º Sakya Trizin. Conocido también como Bari Lotsawa ( traductor de Bari ).

## Reseña biográfica
Nació en Kham y decidió ir a la India cuando tenía 14 años. Siguiendo el consejo de Atisha, se dice que tomó a Vajrasanapati (Dorje Denpa) como maestro. En Ngari estudió las principales obras del filósofo indio Nagarjuna. Rinchen Drag trabajó en la traducción de textos budistas del sánscrito en el Monasterio de Tholing en el Reino de Guge en la actual Tsada.
En 1103 fue llamado al monasterio de Sakya, para sustituir a Khön Könchog Gyalpo, fundador de la tradición Sakya (que había muerto en 1102), como director de la escuela del monasterio y continuar la educación budista de su hijo Sachen. Allí imparte enseñanzas tántricas: el kriya y el charya, las cien sadhanas y otras materias tántricas como Guhyasamāja, Yamantaka y Hevajra. Rinchen Drag sentó las bases para el origen de una de las tradiciones Mahakala y las cuatro enseñanzas esotéricas (Kurukulla, Kamaraja, Simhamukha y Manjushri ) de la escuela Sakya.
Rinchen Drag fue, entre otros, el maestro de Sachen Kunga Nyingpo y fue el segundo Sakya Trizin (1103-1111). Existe un linaje monástico que pretende remontarse a Rinchen Drag. Su monasterio, originalmente ubicado en U-Tsang, fue trasladado a Gantok en Sikkim.